# Romeo Rîmbu
Romeo Rîmbu (n. 2 decembrie 1959, Dărăbani) este un dirijor și interpret român.

## Studii
- Între anii 1972 – 1978 studiază la Liceul de Muzică „Sigismund Toduță” din Cluj, iar între 1978 - 1982 studiază oboiul cu profesorul Aurel Marc la Academia de Muzică „Gh. Dima”.
- În 2010 obține titlul de Doctor în muzică al Universității Naționale de Muzică din București.

## Activitate
- Între anii 1982 – 1990 este prim oboist la Filarmonica de Stat din Oradea.

- Din anul 1990 este dirijor permanent al Filarmonicii de Stat din Oradea.
- Între anii 1998 – 2009 a fost dirijor la Filarmonica „Paul Constantinescu” din Ploiești.
- Din 1999 este dirijor al Noii Orchestre Transilvane cu sediul la Bistrița.

Ca dirijor, susține peste 700 de concerte in Europa, S.U.A., Brazilia, Japonia, Coreea de Sud, Turcia, cu diverse orchestre simfonice: Filarmonicile din Arad, Bacău, Botoșani, Brașov, Cluj-Napoca, Constanța, Craiova, Iași, Satu-Mare, Sibiu, Târgu-Mureș, Târgoviște, Opera Română din Cluj, Orchestra de Cameră a Radiodifuziunii București, Shanghai Broadcasting Symphony Orchestra, Wupertaler Symphonieorchester, Korean Symphony Orchestra, L’Orchestre du Conservatoire de Rennes, The New-York University’s Contemporary Ensemble, The Gyeonggi Philharmonic Orchestra, Orchestra Națională a Moldovei, The Symphonic Orchestra of Athens, concertând în săli celebre ale lumii, precum: Seoul Arts Center, Musikverein din Viena, Herculesaal din München, Teatrul Manzoni și Opera din Roma, Teatrul Ariaga din Bilbao, CRR Concert Hall, Istanbul etc.
Ca oboist concertist a susținut circa 30 de concerte solistice cu diferite orchestre românești, inclusiv la Musikverein din Viena, iar cu numeroase formații concertează în Franța, Germania, Elveția, Spania, Grecia.

## Cursuri de perfecționare în dirijat
- 1989 - Băile Felix (Ervin Acel)
- 1990 - Roma,  Academia „O. Respighi” (Ervin Acel , Ferenc Nagy)
- 1990 - Gala tinerilor dirijori Bușteni  (ATM)
- 1991 - 1993  Oradea (Emil Simon, Paul Popescu)
- 1995 - Bursă oferită de Guvernul Italiei, la Academia din Pescara.
- 1996 - Budapesta, curs intensiv cu Erich Bergel.

## Premii
- 2005 – Premiul de excelență al Primăriei Oradea.
- 1986 – Premiul II  la Concursul de interpretare „G. Dima”.
- 1981 și 1983 – Premiul I  la Concursul Național „Cântarea României”.
- 1978 – Premiul II  la Concursul de interpretare, Cluj- Napoca.

## Diplome
- Diploma de excelență oferită de către Asociația Pro România Europeană, pentru contribuții remacabile la dezvoltarea artei muzicale, pentru promovarea culturii și spiritualității românești, iunie 2012.
- Diploma- pentru activitatea depusă în slujba culturii muzicale mureșene, oferită de către Consiliul Județean Mureș, 2010.
- Diploma de excelență- pentru contribuția remarcabilă la dezvoltarea artei muzicale, oferită de către Ministerul Culturii și Partimoniului Național, Oradea, 5 februarie 2010.
- Diploma de excelență pentru contribuția de excepție la dezvoltarea și afirmarea Filarmonicii din Ploiești, precum și pentru promovarea valorilor muzicale în viața comunității. Ploiești, 28 noiembrie 2002.
- Diploma de onoare, se acordă Maestrului Romeo Rîmbu pentru performanțe artistice deosebite la pupitrul orchestrei simfonice a Filarmonicii „Oltenia” din Craiova, în stagiunea 2001-2002.
- Diplomă de participare, se acordă dirijorului Romică Rîmbu pentru participarea la cea de-a XII-a ediție a Galei Tinerilor Dirijori, Bușteni, 22-24 iunie 1990, ATM.

## Participări în comisii la concursuri internaționale
- Între anii 1993 – 1997 participă la Concursuri de pian, canto și dirijat organizate la  Mazara del Vallo, Erice, Marsala, Tokyo.
- În anul 2001, la Concursul de pian „Lory Wallfisch”, Ploiești.

## Discografie
- ca solist,înregistrează următoarele concerte pentru oboi și orchestră, (2 LP-uri):
  - 1985 – K.D. von Dittersdorf, Electrecord ST – ECE 02895
  - 1988 – W.A. Mozart și J. Haydn , Electrecord ST- EDE 03521
- ca dirijor a înregistrat lucrări simfonice, concertante, vocal-simfonice, (13 CD-uri):
  - 1992 - 2 CD-uri, Karl Ditters von Dittersdorf, OLYMPIA OCD 425, 426
  - 1993 - 2 CD-uri, Michael Haydn, OLYMPIA OCD 435, 485
  - 1993 - 1 CD, Wenzel Pichel, OLYMPIA OCD 434
  - În anii 1996, 1999, 2003, 2005-2008 Înregistrează  7 CD-uri cu lucrări în primă audiție absolută, semnate Luciano Simoni la Case de discuri precum INEDITA, ELECTRECORD, AGORA.
  - În anul 2009 înregistrează un CD cu muzica compozitorului turc Ferid Alnar- Kanun Concerto, solist fiind Ruhi Ayangil.

CD-urile cu lucrări de M. Haydn și W. Pichel au fost cotate cu 4 și 5 stele în clasamentul criticii de la Londra (BBC Music Magazine- Robert Dearling, February 1994), fiind recomandate ca cele mai reușite interpretări dintre toate cele existente.